# Bruno VeSota
Bruno VeSota (n. 25 martie 1922, Chicago, Illinois, SUA – d. 24 septembrie 1976, Culver City, California, SUA) a fost un actor american, protagonist al filmului Dementia (1955).

## Filmografie
- The System (1953)
- Bait (1954)
- The Long Wait (1954)
- Dementia (1955)
- The Fast and the Furious (1955)
- Female Jungle (1955)
- Rock All Night (1957)
- Teenage Doll (1957)
- The Undead (1957)
- The Brain Eaters (1958)
- Daddy-O (1958)
- Attack of the Giant Leeches (1959)
- A Bucket of Blood (1959)
- The Wasp Woman (1959)
- 20.000 Eyes (1961)
- The Cat Burglar (1961)
- Invasion of the Star Creatures (1962)
- The Haunted Palace (1963)
- The Wild World of Batwoman (1966)